# العلاقات الأوكرانية السورية
العلاقات الأوكرانية السورية هي العلاقات الثنائية التي تجمع بين أوكرانيا وسوريا.
قبل اندلاع الثورة السورية، قام الرئيس المخلوع بشار الأسد بزيارة أوكرانيا في 2010، والتقى مع الرئيس المخلوع فيكتور يانوكوفيتش الذي أطاح به الشعب الأوكراني في الثورة الأوكرانية عام 2014.

## مقارنة بين البلدين
هذه مقارنة عامة ومرجعية للدولتين:
| وجه المقارنة                                              | أوكرانيا                                   | سوريا                    |
| --------------------------------------------------------- | ------------------------------------------ | ------------------------ |
| المساحة (كم2)                                             | 603.63 ألف                                 | 185.18 ألف               |
| عدد السكان (نسمة)                                         | 45.55 مليون                                | 18.27 مليون              |
| الكثافة السكانية (ن./كم²)                                 | 75.46                                      | 98.66                    |
| العاصمة                                                   | كييف                                       | دمشق                     |
| اللغة الرسمية                                             | اللغة الأوكرانية                           | اللغة العربية            |
| العملة                                                    | هريفنا أوكرانية، كاربوفانيتس، روبل سوفييتي | ليرة سورية               |
| الناتج المحلي الإجمالي (بليون دولار)                      | 112.15 مليار                               | 60.20 مليار              |
| الناتج المحلي الإجمالي (تعادل القوة الشرائية) بليون دولار | 352.98 مليار                               |                          |
| الناتج المحلي الإجمالي الاسمي للفرد دولار أمريكي          | 2.11 ألف                                   |                          |
| الناتج المحلي الإجمالي للفرد دولار أمريكي                 | 8.66 ألف                                   |                          |
| مؤشر التنمية البشرية                                      | 0.747                                      | 0.594                    |
| رمز المكالمات الدولي                                      | +380                                       | +963                     |
| رمز الإنترنت                                              | .ua، .укр ‏                                 | .sy                      |
| المنطقة الزمنية                                           | ت ع م+02:00، ت ع م+03:00، توقيت شرق أوروبا | ت ع م+02:00، ت ع م+03:00 |

## منظمات دولية مشتركة
يشترك البلدان في عضوية مجموعة من المنظمات الدولية، منها:
| علم المنظمة | اسم المنظمة                               | تاريخ انضمام أوكرانيا | تاريخ انضمام سوريا |
| ----------- | ----------------------------------------- | --------------------- | ------------------ |
|             | مؤسسة التنمية الدولية                     | 27 مايو 2004          | 28 يونيو 1962      |
|             | يونسكو                                    | 12 مايو 1954          | 16 نوفمبر 1946     |
|             | وكالة ضمان الاستثمار متعدد الأطراف        | 19 يوليو 1994         | 14 مايو 2002       |
|             | الأمم المتحدة                             | 24 أكتوبر 1945        | 24 أكتوبر 1945     |
|             | الاتحاد البريدي العالمي                   | ?                     | ?                  |
|             | البنك الدولي للإنشاء والتعمير             | 3 سبتمبر 1992         | 10 أبريل 1947      |
|             | المنظمة الهيدروغرافية الدولية             | ?                     | ?                  |
|             | الاتحاد الدولي للاتصالات                  | 7 مايو 1947           | 12 يناير 1924      |
|             | منظمة حظر الأسلحة الكيميائية              | ?                     | ?                  |
|             | مؤسسة التمويل الدولية                     | 18 أكتوبر 1993        | 28 يونيو 1962      |
|             | المركز الدولي لتسوية المنازعات الاستشارية | 7 يوليو 2000          | 24 فبراير 2006     |
|             | منظمة الشرطة الجنائية الدولية             | ?                     | ?                  |

## وصلات خارجية
- موقع وزارة الخارجية الأوكرانية